# Södra Hakelandstjärnen
Södra Hakelandstjärnen är en sjö i Hagfors kommun i Värmland och ingår i Göta älvs huvudavrinningsområde. Södra Hakelandstjärnen ligger i Fräkensjömyrarna Natura 2000-område.